# Gincla
Gincla ist eine Gemeinde im französischen Département Aude in der Region Okzitanien. Sie gehört zum Kanton La Haute-Vallée de l’Aude und zum Arrondissement Limoux. 

## Lage
Das Gemeindegebiet liegt zwar im Regionalen Naturpark Corbières-Fenouillèdes, die Gemeinde ist diesem jedoch nicht beigetreten.
Nachbargemeinden sind Puilaurens im Norden, Fenouillet im Osten, Vira im Südosten, Montfort-sur-Boulzane im Süden und Salvezines im Westen.

## Bevölkerungsentwicklung
| Jahr                       | 1962 | 1968 | 1975 | 1982 | 1990 | 1999 | 2006 | 2015 |
| -------------------------- | ---- | ---- | ---- | ---- | ---- | ---- | ---- | ---- |
| Einwohner                  | 59   | 35   | 19   | 35   | 49   | 43   | 45   | 47   |
| Quellen: Cassini und INSEE |      |      |      |      |      |      |      |      |